# Абдул Мунім Ріяд
Абдул Мунім Ріяд (араб. عبد المنعم ریاض; 22 жовтня 1919 — 9 березня 1969) — генерал і начальник Генерального штабу Збройних сил Єгипту. Командувач військами Йорданії під час Шестиденної війни.
Абдул Мунім Ріяд народився 22 жовтня 1919 року в місті Танта, мухафаза Гарбія, Єгипет в родині підполковника Мухаммеда Ріяда, єгипетського офіцера та інструктора Військової Академії. Середню школу закінчив 1936 року в Александрії, один семестр відвідував в Медичну школу Каср Ель-Ані у Каїрі. Тоді ж брав участь у студентських протестах, вимагаючи припинення британського колоніального впливу в країні.
1936 року підписано Англо-Єгипетський договір, що відкрило шлях до військових академій Єгипту всім суспільним класам. Ріяд вступив до Королівської військової академії, сподіваючись наслідувати батьківську кар'єру в армії. В академії він познайомився з колегами-курсантами, майбутньою верхівкою єгипетської армії: Гамалем Абдель Насером, Анваром Садатом, Саадом аль-Шазлі, Ахмадом Ісмаїл Алі та ін. 1938 року він закінчив академію з найвищою оцінкою та з особливим досвідом у зенітній зброї і був зарахований до новоствореного підрозділу протиповітряної оборони в Заамаку під командуванням британського капітана. У цей час він поглибив знання у балістиці, різних видах зенітних гармат, повітряних об'єктів та англійської мови.
Коли у вересні 1939 р. почалася Друга світова війна, декілька єгипетських офіцерів, в тому числі Ріяд, тепер перший лейтенант, були залучені до дійових частин, що обороняли Єгипет. Абдул Мунім Ріяд очолював єгипетський зенітний підрозділ в Александрії. Згодом він служив інструктором і викладачем в Артилерійській школі Аббасії в Каїрі та навчався у Коледжі Генерального штабу в Каїрі, який закінчив 1944 року.
У 1947—1948 роках служив в управлінні планування військових операцій в Каїрі.
За участь в Арабо-ізраїльській війні 1948 рр. отримав орден.
1953 року призначений командиром 1-ї бригади зенітної артилерії в Александрії.
У 1958—1959 роках з відзнакою закінчив тактичний курс у Вищій військовій Академії ім. Фрунзе в Радянському Союзі.
1960 року — начальник штабу артилерії.
1961 року призначений заступником начальника оперативного відділу і радником командувача військово-повітряними силами з питань ППО.
1962 року отримав звання генерал-майора.
1964 року був призначений начальником штабу Об'єднаної Арабської республіки.
1966 року був підвищений до генерал-лейтенанта.
30 травня 1967 року король Хусейн відвідав Каїр і підписав угоду про спільну оборону між Єгиптом і Йорданією, що передбачала, у разі спільних дій, підпорядкування йорданської армії єгипетському командуванню. Ріяд був призначений керівником командного центру в Аммані, а під час Шестиденної війни 1967 року був командувачем фронту в Йорданії.
1968 року був призначений помічником генерального секретаря Ліги арабських держав. Мав численні військові нагороди Єгипту, Лівану, Йорданії. Знав англійську, французьку, німецьку та російську мови.
З 11 червня 1967 року по 9 березня 1969 року — начальник Генерального штабу Єгипетських Збройних Сил, у цій якості брав участь у Війні на виснаження і плануванні операції по прориву Лінії Бар-Лева. Вранці 9 березня 1969 року, під час інспектування єгипетської лінії оборони на Суецькому каналі Ріяд загинув від вогню ізраїльської артилерії.
Після його смерті президент Гамаль Абдель Насер надав йому звання генерал-полковника, на його честь названі площа та вулиця в Каїрі, а 9 березня кожного року вважався днем пам'яті.